# جون بنجامين ستيوارت
جون بنجامين ستيوارت (بالإنجليزية: John Benjamin Stewart)‏ هو سياسي كندي، ولد في 19 نوفمبر 1924 في كندا، وتوفي في 11 يونيو 2015 في كندا. حزبياً، نشط في الحزب الليبرالي الكندي. وقد انتخب عضو مجلس الشيوخ الكندي وانتخب عضو مجلس العموم الكندي.